# Station Szczepanowice
Station Szczepanowice is een spoorwegstation in de Poolse plaats Szczepanowice.